# 樊世寧
樊世寧（16世紀—17世紀），字子泰，山東濟南府長山縣人，明朝軍事人物。

## 生平
樊世寧在萬曆年間兩次中武舉人，其中十九年（1591年）是當屆武解元，到二十三年（1595年）成武進士，擔任濟南衛鎮撫，改任中平衛鎮撫，擢官湖廣操捕都司；當時播州土司楊應龍和皮林苗族民變，總督李化龍命他先平定皮林，他就獨自前往當地諭以朝廷威福，苗族人都拜從服罪。
之後樊世寧因平定皮林功勞遷任都指揮僉事管本司屯局僉事，三十三年（1605年）又以平定楚藩功晉任湖廣都指揮使司都指揮使掌印。他沉靜好學，年輕時舉子業，雖然歷任武職，也不曾一天不看書，其文章雄壯，千言立就，有儒將之風。

## 引用
1. 1 2  嘉慶《長山縣志·卷八·人物志二》：樊世寧，字子泰，萬歷朝中兩科武舉，乙未成進士，除濟南衛鎮撫，改中平衛鎮撫，擢湖廣操捕都司；會播酋楊應龍、苗賊皮林作亂，制府檄寧先定皮林，寧單騎至賊所諭以朝廷威福解衣，衣之賊皆羅拜服罪。皮林既平，以功遷都指揮僉事，管本司屯局僉事，甲辰又以平楚藩功晉湖廣軍政都指揮使司都指揮使。寧沉凝好學，少習舉子業，雖歷戎職，未嘗一日去書，為文雄奇，千言立就，有古儒將風焉。
2. ↑  嘉慶《長山縣志·卷六·選舉志》：武舉人……樊世寧 萬歷辛卯科解元，登進士
3. ↑  《明神宗顯皇帝實錄·卷四百九》：（萬曆三十三年五月乙未）陞湖廣都司僉書樊世寧為本司掌印……